# Seversky XP-41
Die Seversky XP-41 (Werksbezeichnung AP-4D) war ein Jagdflugzeug-Prototyp des US-amerikanischen Herstellers Seversky Aircraft Corporation aus den 1930er Jahren.

## Geschichte

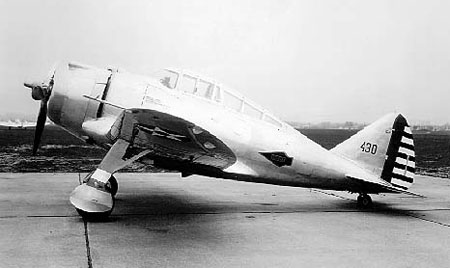
Seversky XP-41, die Pfeil-Markierung auf der Rumpfseite trugen alle Flugzeuge während ihrer Erprobung auf dem Wright Field

Entwicklungsgrundlage für die XP-41 war die Seversky P-35 von der das letzte Exemplar des ersten 77 Maschinen umfassenden Auftrags mit einem stärkeren Triebwerk ausgestattet wurde. Seversky wählte hierfür das 1200 PS leistende Pratt & Whitney R-1830-19 mit einem zweistufigen mechanischen Lader für mittlere Einsatzhöhen. Darüber hinaus erhielt die XP-41 auch eine verbesserte Cockpitabdeckung und ein flach in die Tragfläche einziehbares Fahrgestell. Die Zelle entsprach damit dem Standard der AP-4, die auf eigenes Risiko des Unternehmens zeitgleich entwickelt wurde und später zur P-43 führte.
Die XP-41 mit der Dienst-Seriennummer 36-430 wurde im Februar 1939 an das United States Army Air Corps (USAAC) geliefert, die das neue Muster auf dem Wright Field erprobte. Das Air Corps sprach sich danach für die AP-4 aus, die zwar das gleiche Triebwerk, aber eine Turboaufladung statt des mechanischen Kompressors zur Aufladung einsetzte. Die Entwicklung der XP-41 wurde danach abgebrochen.

## Technische Daten
| Kenngröße             | Daten                                                   |
| --------------------- | ------------------------------------------------------- |
| Besatzung             | 1                                                       |
| Länge                 | 8,23 m                                                  |
| Spannweite            | 10,97 m                                                 |
| Höhe                  | 3,81 m                                                  |
| Flügelfläche          | 20,44 m²                                                |
| Flügelstreckung       | 5,9                                                     |
| Leermasse             | 2445 kg                                                 |
| Startmasse            | 2994 kg                                                 |
| Höchstgeschwindigkeit | 520 km/h in 4600 m                                      |
| Triebwerke            | 1 × Pratt & Whitney R-1830-19 mit 1.200 PS (ca. 880 kW) |
| Bewaffnung            | 1 × 12,7-mm-MG und 1 × 7,62-mm-MG                       |